# Chillagoe-Mungana-Caves-Nationalpark
Der Chillagoe-Mungana-Caves-Nationalpark (engl.: Chillagoe-Mungana Caves National Park) ist ein Nationalpark im Nordosten des australischen Bundesstaates Queensland.
Der Nationalpark besteht aus fünf einzelnen Teilen. Dies sind Royal Arch Cave, Donna Cave, Mungana Archways, Balancing Rock und Chillagoe Smelters.

## Lage
Er liegt 1.455 Kilometer nordwestlich von Brisbane rund um die Ortschaft Chillagoe.

## Geländeformen
Die Höhlen haben sich im Kalkstein gebildet, der sich vor bis zu 400 Mio. Jahren im Gebiet von Chillagoe abgelagert hat, als es noch ein seichtes Meer war. Mit der Zeit hat das Grundwasser Höhlen ausgespült, in denen sich später auch noch Stalaktiten und Stalagmiten bildeten.

## Fauna
Nur wenige Tierarten finden ihren Lebensraum in den dunklen Höhlen, vor allen Dingen Fledermäuse. Dort liegt aber auch einer von nur fünf in Australien bekannten Nistplätzen der Weißbürzelsalanganen (Aerodramus spodiophygius). Daneben finden sich Fleckenpythons und verschiedene Insekten- und Spinnenarten.
Auch Skelette von Säugetieren, die in die Höhlen gefallen und dort verendet sind, wurden gefunden, darunter auch die des ausgerotteten Riesenkängurus.

## Kultur und Industrie
Auf dem Weg zu den Mungana Archways – 17 Kilometer westlich von Chillagoe gelegen – kann man einige Felszeichnungen der Aborigines sehen.
Die Chillagoe Smelters (Hüttenwerke) erzählen die Geschichte des Bergbaus in der Gegend. Gold, Silber, Blei- und Kupfererze wurden von 1890 bis 1930 hier abgebaut und verarbeitet. Minen, Tanks und andere Überreste sind zugänglich.

## Zufahrt
Chillagoe liegt an der Burke Developmental Road, etwa 215 Straßenkilometer von Cairns entfernt, im Landesinneren am Nordende des Atherton Tableland. Die Straße ist bis Almaden befestigt. Die verbleibenden 33 Kilometer bis Chillagoe und die weiteren 24 Kilometer bis Mungana sind teilweise unbefestigt, aber mit Straßenfahrzeugen gut zu befahren.

## Einrichtungen
Das Zelten im Park ist genauso wenig gestattet wie die Mitnahme von Haustieren. Es gibt etliche Wanderwege unterschiedlicher Schwierigkeitsgrade, Picknickplätze und auch geführte Touren.